# Van's Aircraft
Van's Aircraft Inc. es una fabricante de aeronaves experimentales estadounidense, fundada por Richard "Van" VanGrunsven en 1973.
Las aeronaves Van's RV, van desde el mono-asiento RV-3 hasta el más actual RV-14. Son monomotores de aluminio y ala baja. La serie de aviones RV ha sido extremadamente exitosa, tanto que a noviembre de 2019, aproximadamente 10,600 RV kits habían sido completados y volados, y miles más están actualmente en construcción. Aproximadamente se completan 1.5 RV's al día, siendo la serie más numerosa de todas las aeronaves experimentales. Presentan controles amigables, buena economía de combustible y velocidad.
En diciembre de 2017 la compañía informó que su aeronave número 10,000 estaba volando, un RV-7 construido en Martinsburg, Virginia Occidental.
La fábrica de Van's Aircraft está localizada en Aurora, Oregón.

## Galería

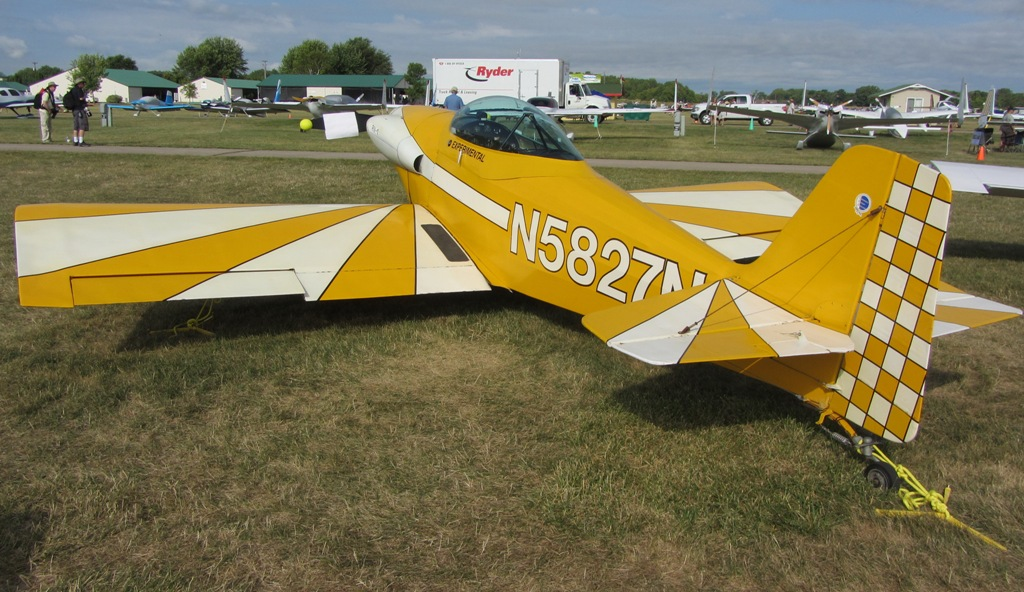
RV-1
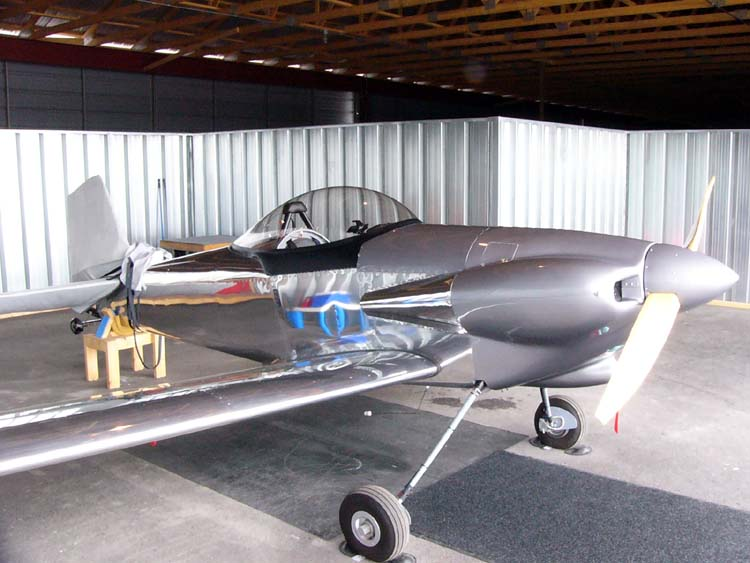
RV-3
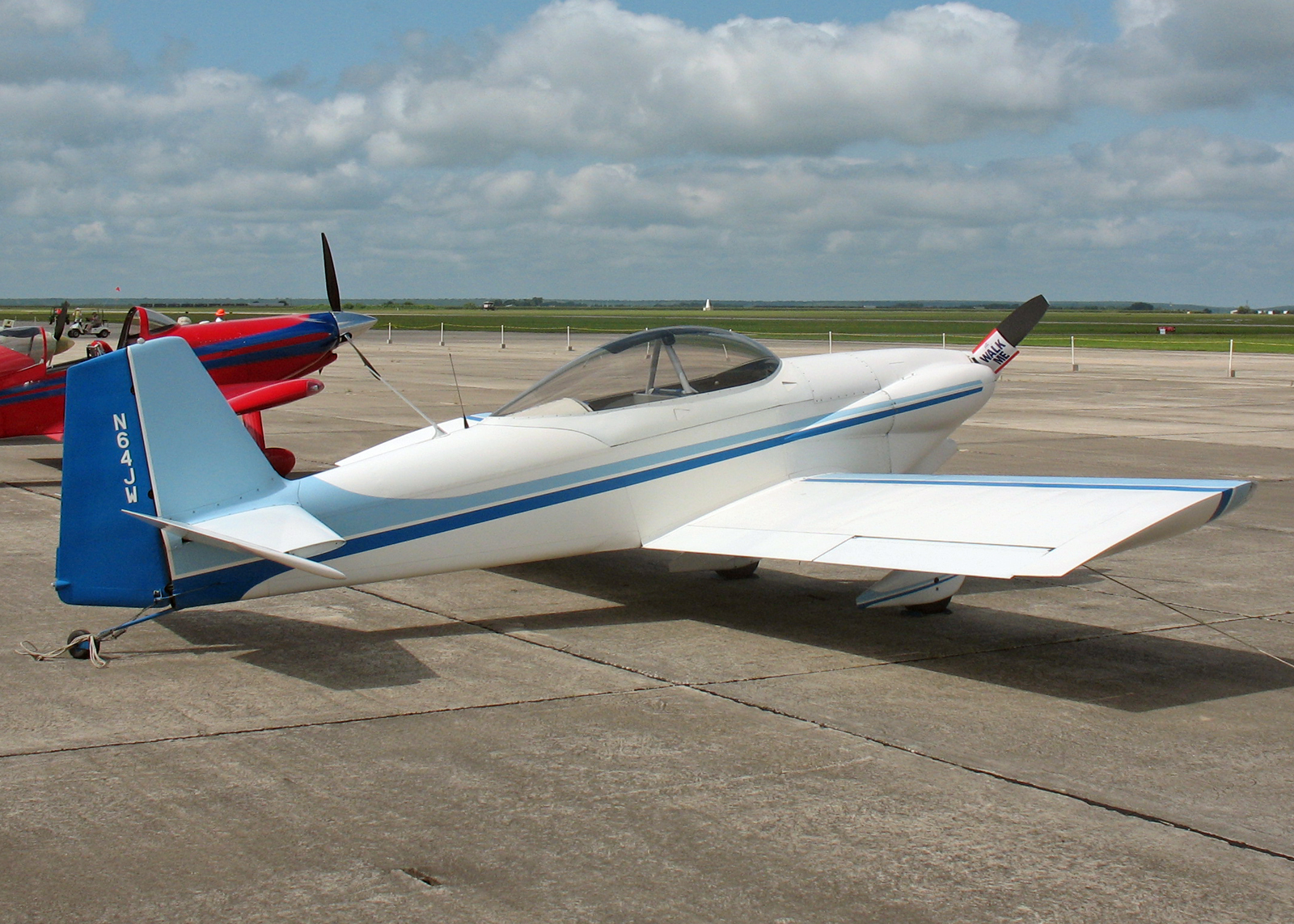
RV-4
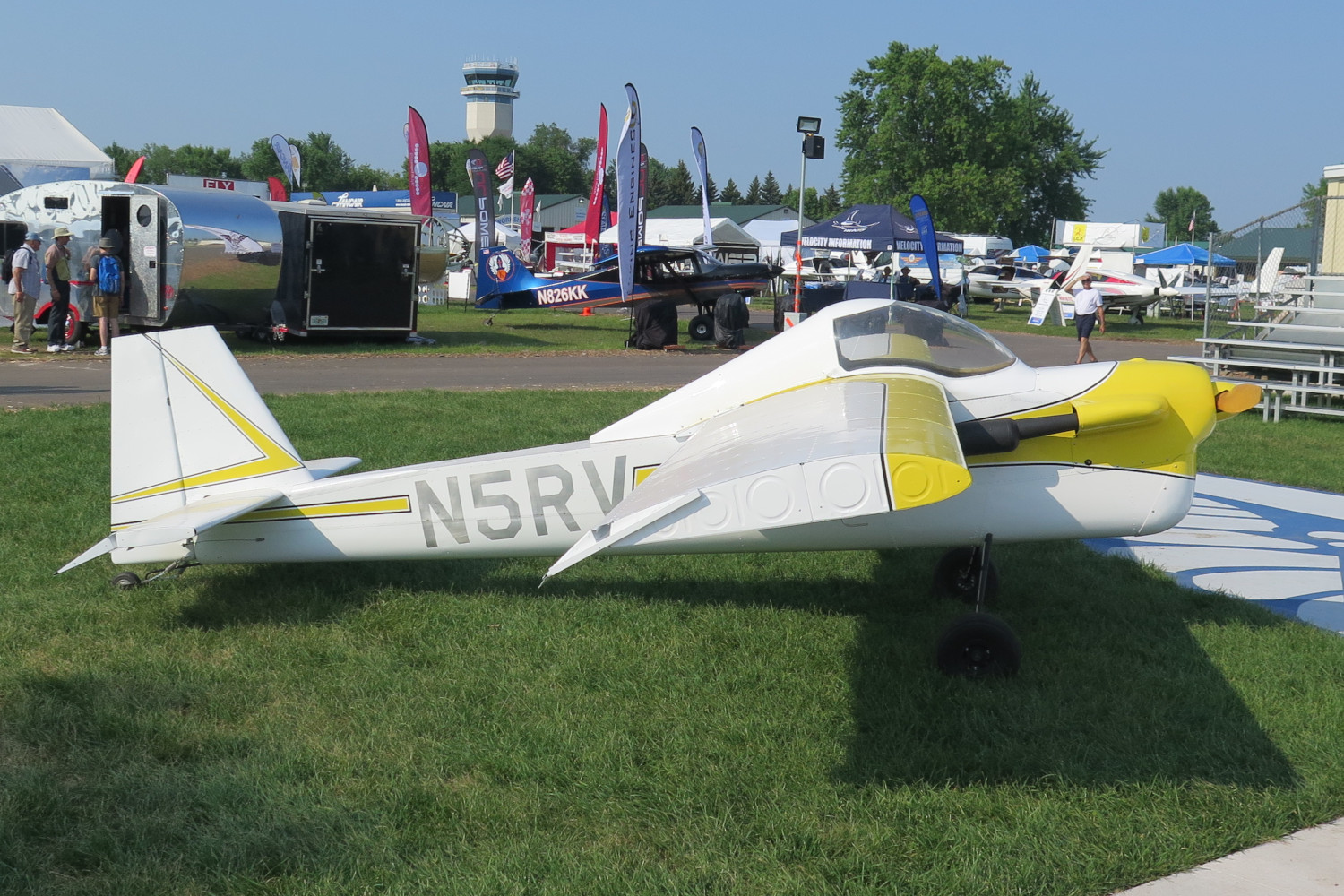
RV-5
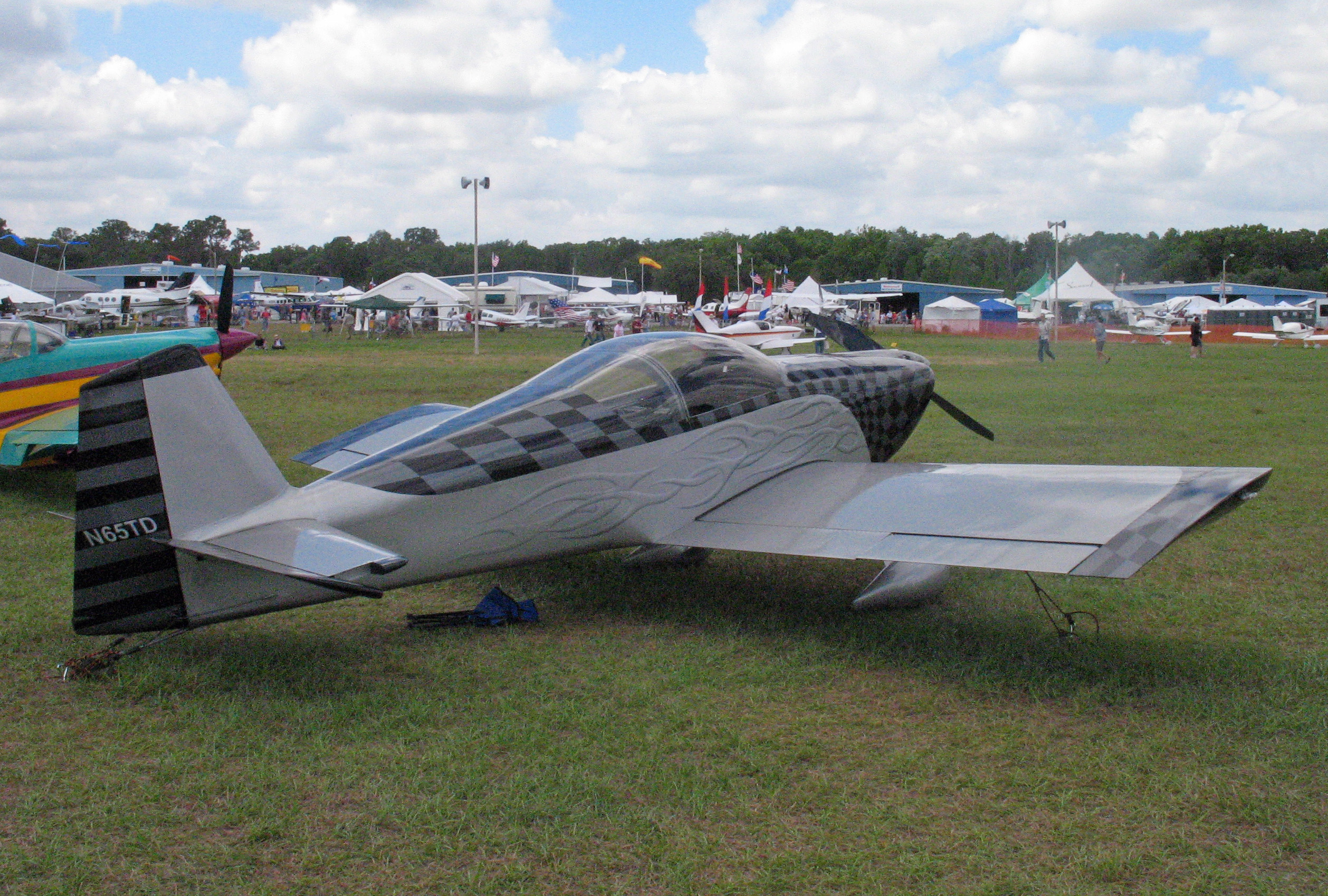
RV-6
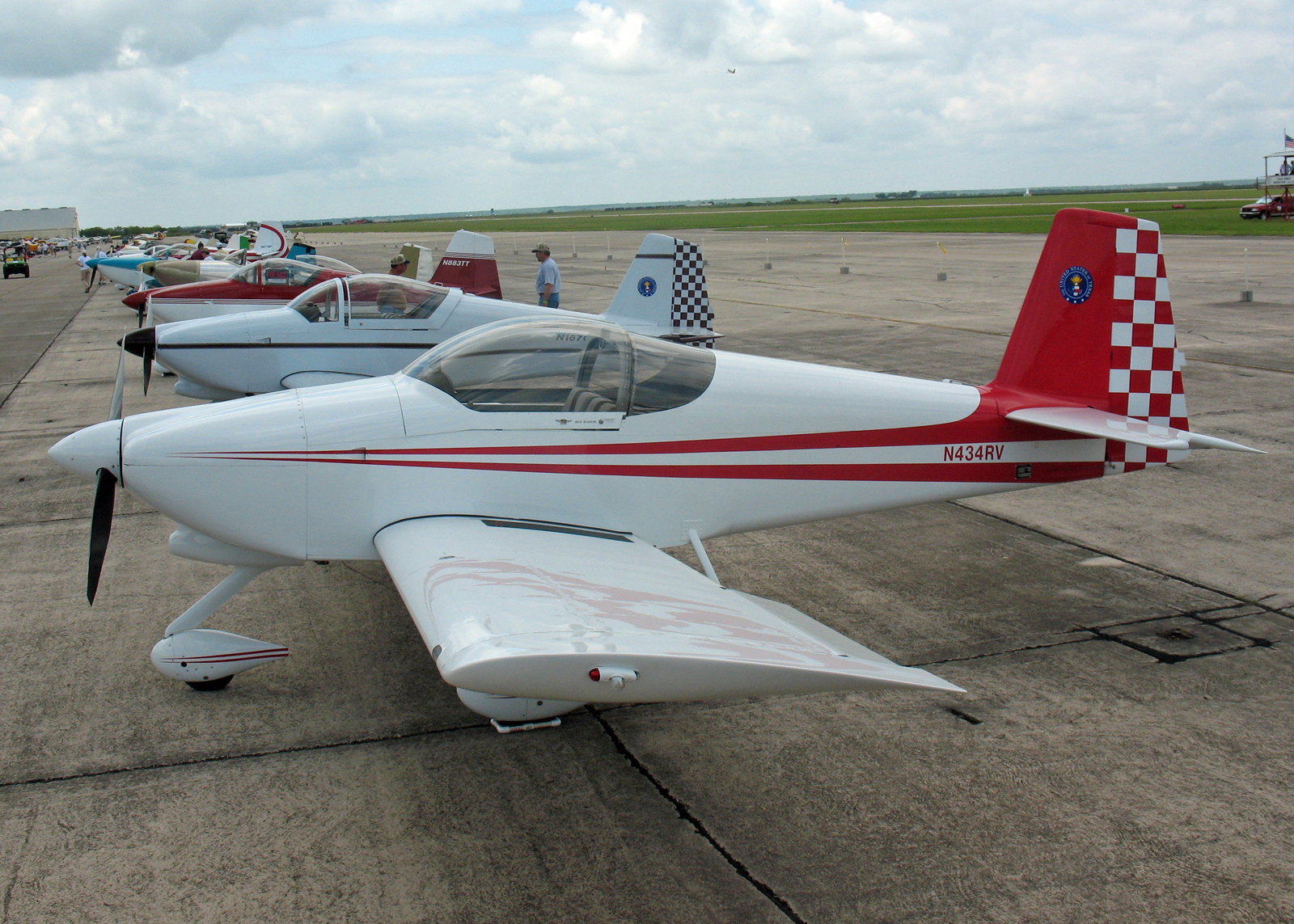
RV-6Un
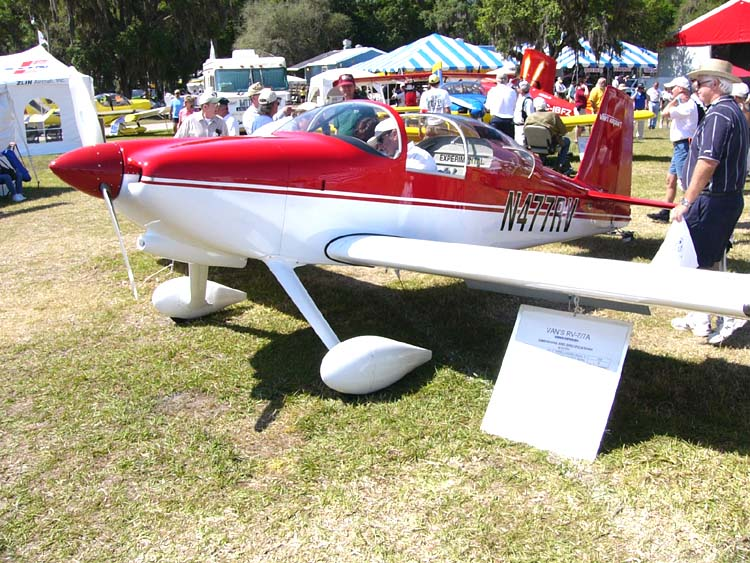
RV-7
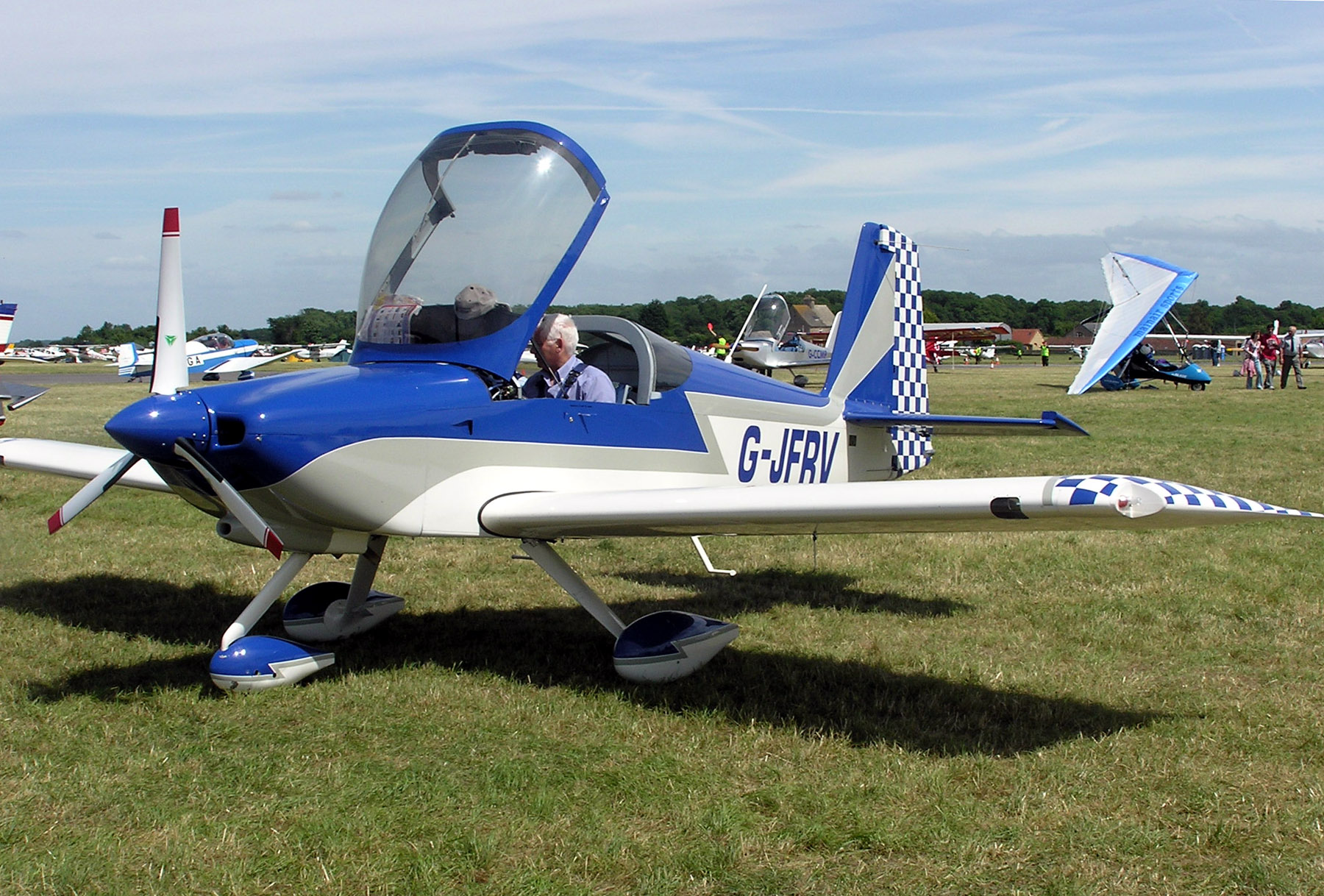
RV-7Un
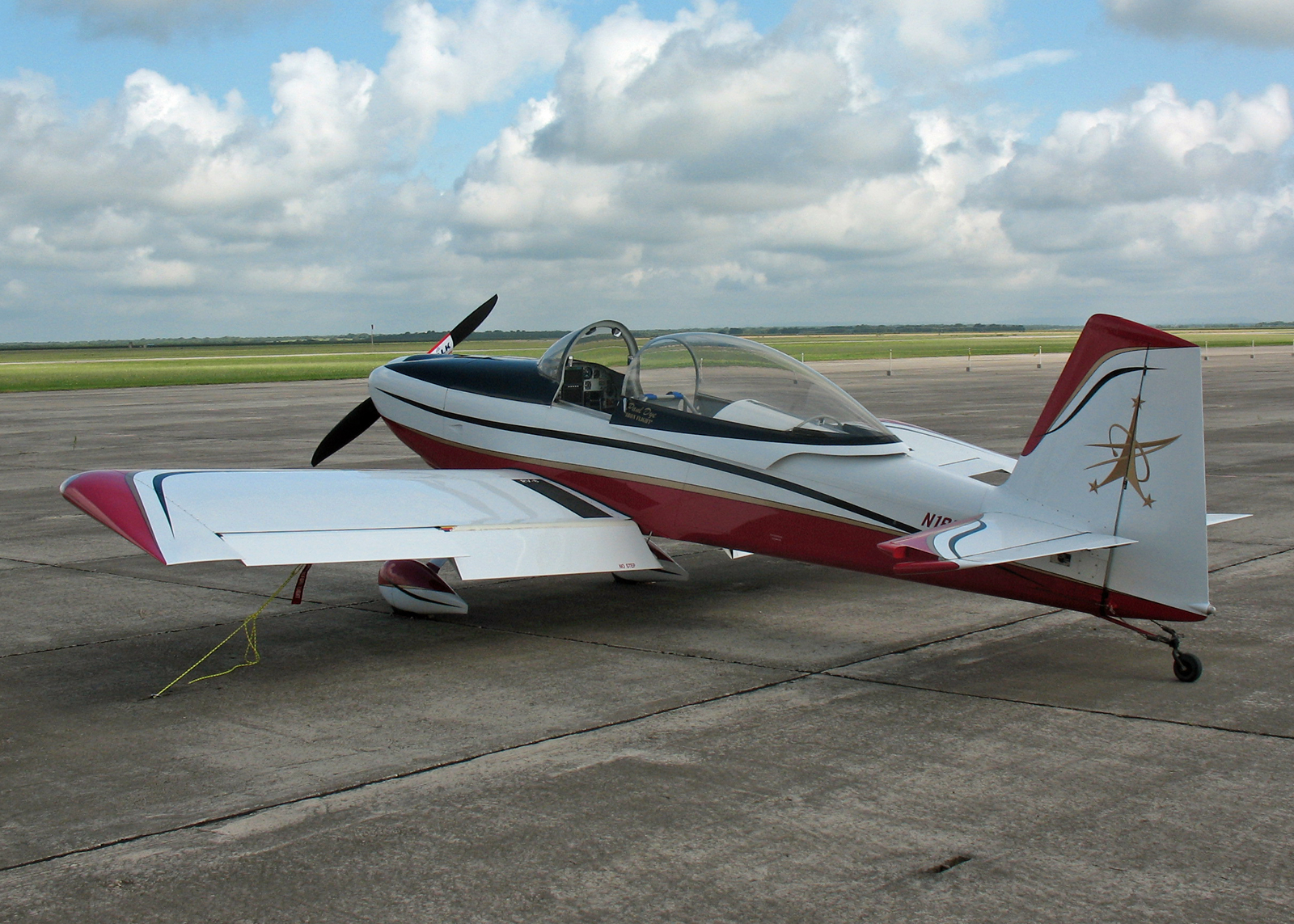
RV-8
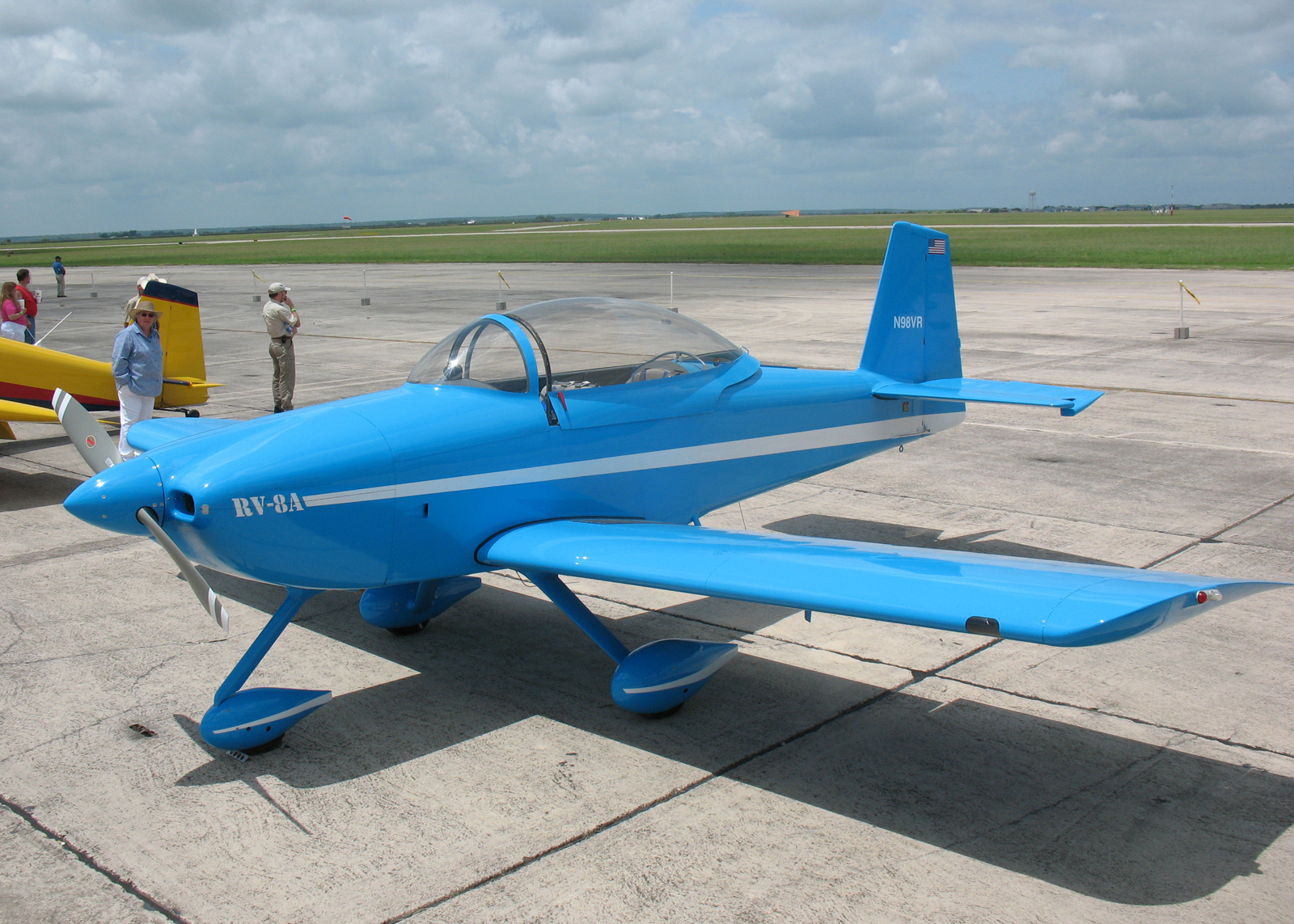
RV-8Un
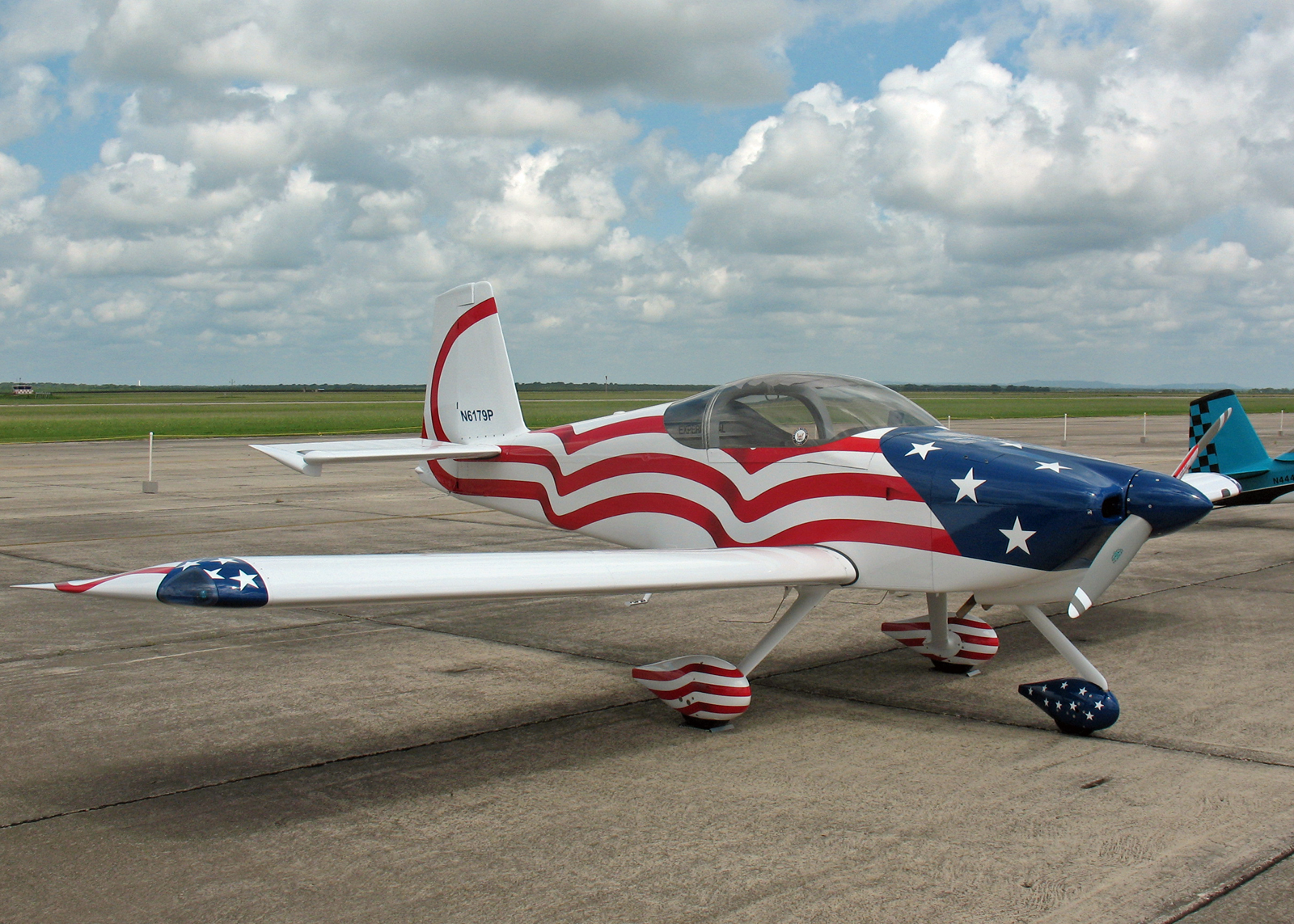
RV-9
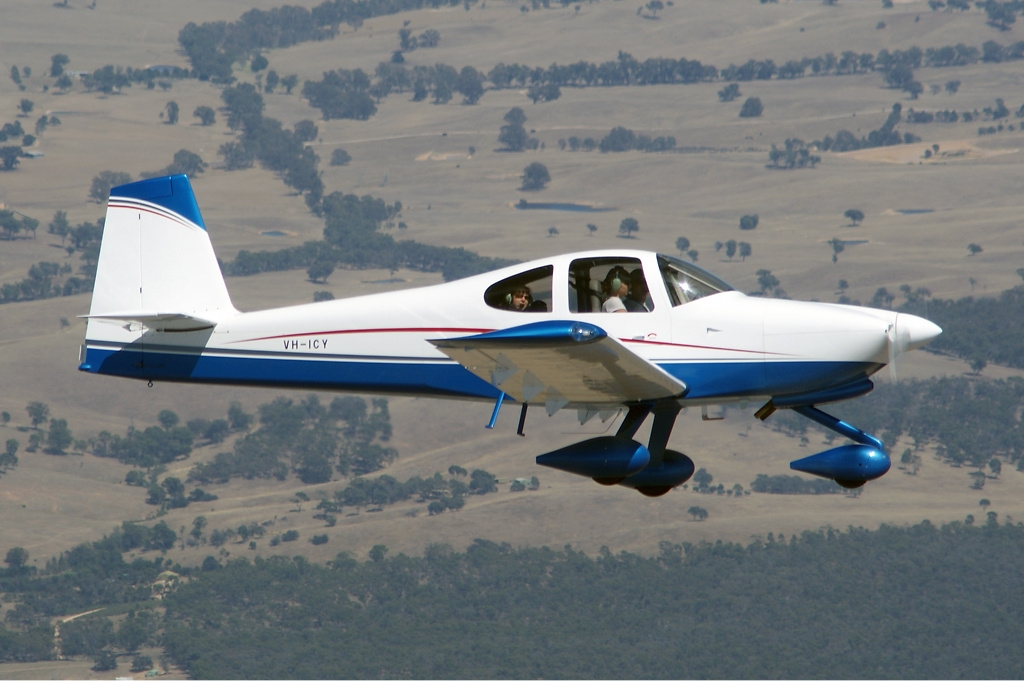
RV-10
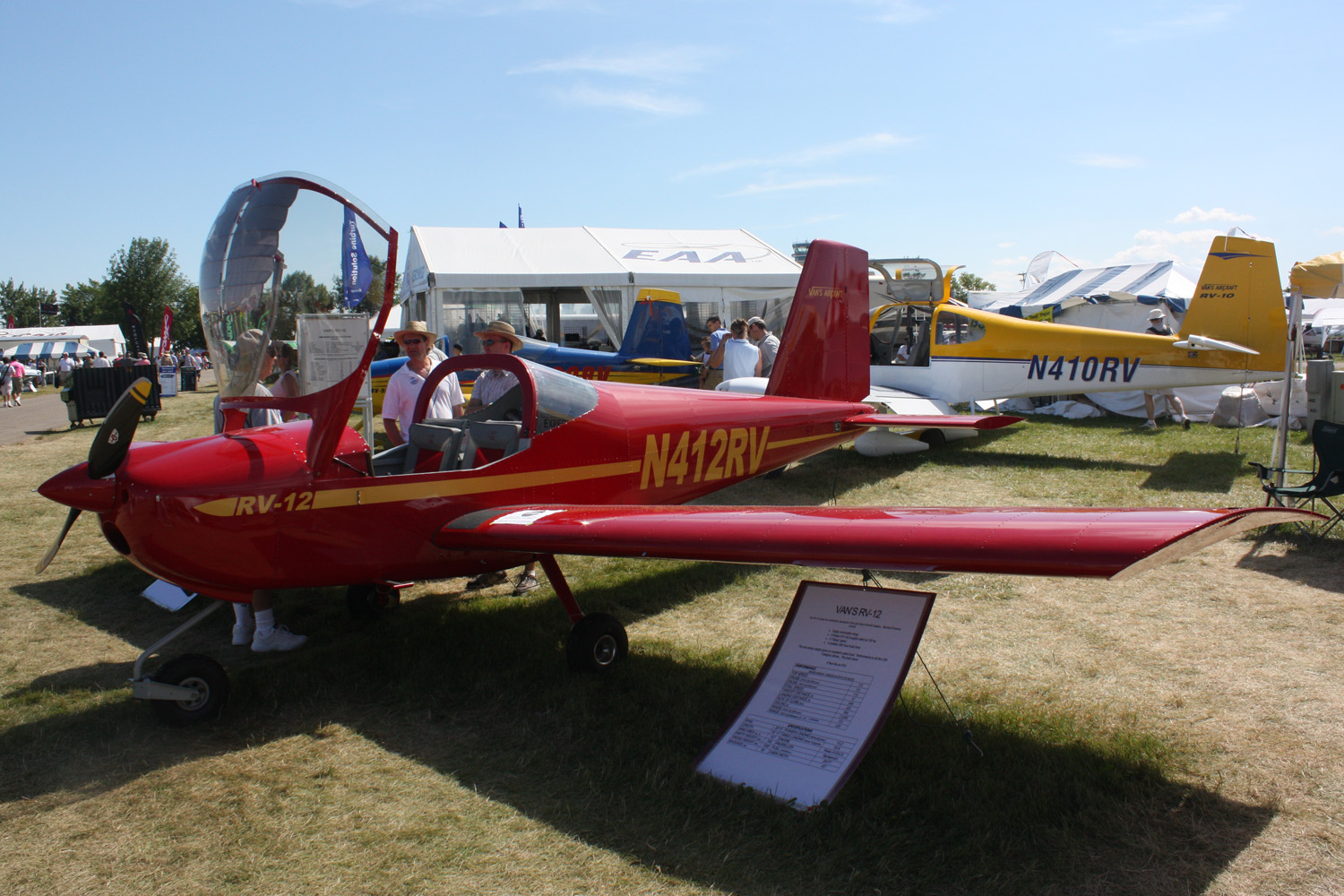
RV-12
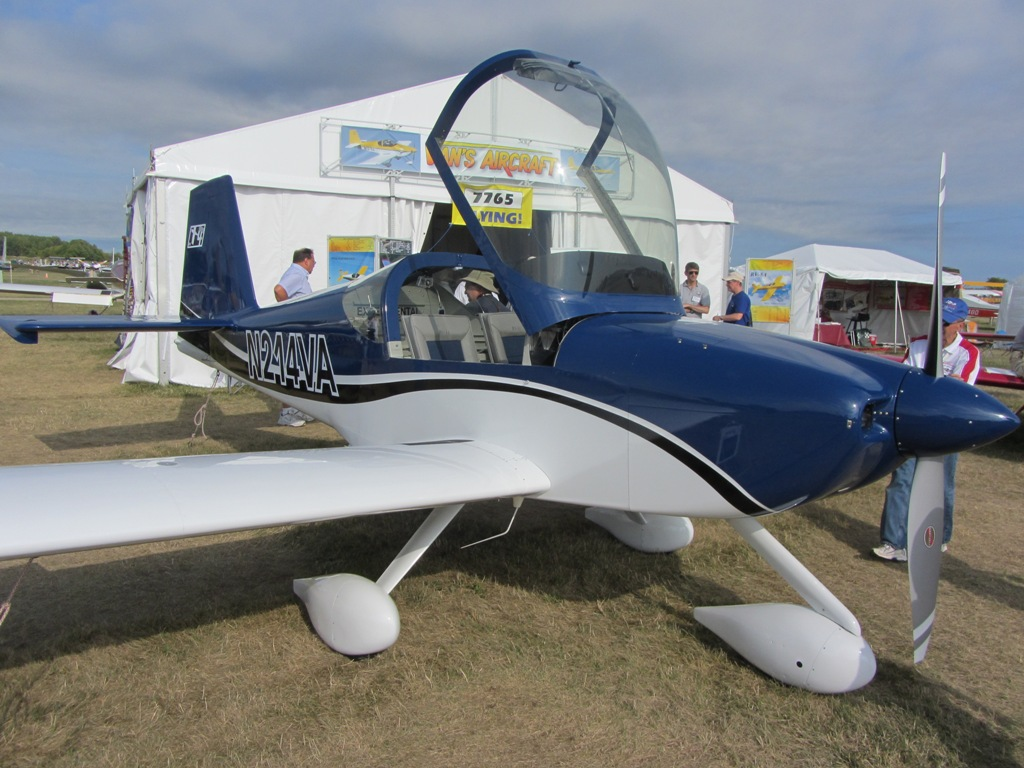
RV-14